# Сафаров, Саттар Исмаил оглы
Саттар Исмаил оглы Сафаров (азерб. Səttar İsmayıl oğlu Səfərov; 18 июля 1937, Ширазлу, Вединский район — 21 мая 2011, Баку) — видный азербайджанский экономист и политический деятель, доктор экономических наук, депутат Милли Меджлиса Азербайджанской Республики первого и второго созывов, председатель парламентской комиссии по экономической политике с 1995 по 2005 годы. Один из основных разработчиков научных основ создания социально-ориентированной рыночной экономики Азербайджанской Республики. Награждён орденом «Шохрат» («Слава») (2007) за заслуги в развитии экономики Азербайджанской Республики.
Известный и авторитетный учёный, много сил отдавший реформированию социально-экономической системы и разработке научных основ создания социально ориентированной рыночной экономики Азербайджанской Республики, самоотверженная работа которого обеспечила существенный вклад в отечественную экономическую науку, получила государственное признание.

## Биография
Саттар Исмаил оглы Сафаров родился 18 июля 1937 года в селе Ширазлы Вединского района Армянской ССР (ныне — село Воскетап Араратской области).
В 1948 году, семья подверглась переселению «на добровольных началах» (а по сути — депортации) в Агдашский район Азербайджанской ССР. Здесь он окончил среднюю школу. Рано потерял отца и мать.
В 1959 году поступил и в 1964 году с отличием окончил исторический факультет Бакинского государственного университета.
В 1967 году он поступает в аспирантуру в Азербайджанский институт Народного хозяйства (ныне — Азербайджанский государственный экономический университет), в котором в 1969 году он успешно защитил кандидатскую диссертацию на тему: « Экономические основы укорочения рабочего дня». Его научным руководителем стал выдающийся Азербайджанский учёный экономист, доктор экономических наук, профессор, член корр. Азербайджанской Академии Наук Теймур Сулейман оглы Велиев.
С. И. Сафаров с 1966 по 1971-годы проработал ассистентом, затем старшим преподавателем кафедры политэкономии в Азербайджанском Институте Нефти и Химии.
С 1971 по 1995-годы работал в Бакинском филиале Московского Кооперативного Института (ныне — Азербайджанский университет кооперации), пройдя путь от педагога до ректора.
В 1984 году в Московском институте народного хозяйства им. Г. В. Плеханова под руководством Л. И. Абалкина, он защищает докторскую диссертацию на тему: «Роль надстроенных факторов в решении экономических задач планомерного совершенствования развитого социализма» и в 1986 году получает звание профессора.
В 1989 году возглавил Бакинский филиал Московского Кооперативного института. В 1992-году на базе данного филиала формируется Азербайджанский Кооперативный Институт, ректором которого его назначают. Будучи ректором, много сделал для развития вуза, укрепления его материально-технической базы, воспитания и подготовки квалифицированных кадров. В период его ректорства были открыты три новых факультета.
В 1995 году С. И. Сафаров выбирается депутатом первого созыва Милли Меджлиса Азербайджанской Республики от Уджар-Гейчайского района и в декабре того же года предложением Общенационального Лидера Азербайджанской Республики Гейдара Алиевича Алиева назначается председателем Государственной комиссии по экономическим реформам в Милли Меджлисе.
В 2000 году С. И. Сафаров был избран депутатом второго созыва Милли Меджлиса Азербайджанской Республики от Агдашского района и возглавил парламентскую комиссию по экономической политике.
Разработанные Саттаром Сафаровым и его комиссией за это время основы законодательства (Налоговый кодекс, Таможенное законодательство, Бюджетный кодекс, техническое регулирование) экономической системы Азербайджана, продолжают оставаться базовыми уже более 15 лет.
За десять лет работы команде С. И. Сафарова удалось создать правовой каркас реформы, принять ряд основополагающих законодательных актов. За прошедшее десятилетие концепция экономических реформ, разработанная под руководством С. И. Сафарова, не только не устарела, но, наоборот, стала базовой, глубоко просчитанной и теоретически обоснованной программой действий в экономике Азербайджанской Республики.
с 1995 по 2005 годы возглавлял делегацию Азербайджана в Парламентской Ассамблее ОБСЕ.
С 1996 по 2004, 2007 по 2009 г.г. входил в состав и возглавлял экспертную комиссию Высшей Аттестационной Комиссии при Президенте Азербайджанской Республики по юридическим и экономическим наукам.
С марта 1996 года по апрель 1999 года был ведущим научным специалистом в институте Экономики при Азербайджанской Академии наук.
В 1997-году был избран академиком Международной Экоэнергетической Академии.
С 2005 года и до последних дней преподавал в Академии Государственного Управления при Президенте Азербайджанской Республики будучи профессором на кафедре государственного регулирования.
Заслуги Саттара Исмаил оглы Сафарова отмечены множеством наград. 18 июля 2007-года указом Президента Азербайджанской Республики Ильхамом Алиевым Саттар Исмаилович Сафаров был награждён орденом «Шохрат» («Слава») за заслуги в развитии экономики Азербайджанской Республики.
Саттар Исмаил оглы Сафаров — автор более 350 печатных работ, в том числе 26 индивидуальных монографий.
С. И. Сафаров умер 21 мая 2011 года в Баку.